# José Tomás Serrano Guio
José Tomás Serrano Guio (Madrid, 16 de març de 1950) és un polític espanyol del Partit Popular (PP). President del PP del madrileny districte de Barajas des de 1996, va concórrer al número 29 de la llista del PP per a les eleccions municipals de 1999 a Madrid, sense ser escollit regidor. Nno obstant el 2000 es va convertir en regidor de l'Ajuntament de Madrid en substitució de María Jesús Fraile Fabra. Reelegit en les eleccions municipals de 2003 i 2007, va acabar el seu pas pel consistori de la capital espanyola en 2011. Serrano, que havia estat inclòs al número 56 de la llista encapçalada per Esperanza Aguirre per a les eleccions a l'Assemblea de Madrid de 2011, va ser escollit diputat de la novena legislatura del parlament regional. A la desena legislatura va obtenir escó de diputat el 4 de febrer de 2016, cobrint l'acta vacant per la renúncia de Diego Lozano. Al febrer de 2019 va ser designat com a alcaldable del PP a Paracuellos del Jarama.
És membre de l'Escola de Tauromàquia Marcial Lalanda i del Centre d'Estudis Taurins.